# Enrique Piñeyro Queralt
Enrique Piñeyro Queralt, Marqués de la Mesa de Asta (ur. 1883 – zm. 1960) – hiszpański arystokrata, prezes FC Barcelona w latach 1940–1942 i 1942–1943. Przed nim na stanowisku był Joan Soler, Mesę zastąpił zaś Josep Vidal-Ribas, który był na tym stanowisku kilka miesięcy, aby je oddać ponownie Marquesowi.
Marques nie był uznawany przez rządzącego wówczas w Hiszpanii generała Francisca Franco i musiał zrezygnować z pracy w katalońskim klubie.